# Porte de Tallinn
La Porte de Tallinn (en estonien : Tallinna värav) est une porte de ville des fortifications historiques de Pärnu, en Estonie.
La porte a peut-être été construite selon les plans d' Erik Dahlbergh à l'époque de la domination suédoise sur l'Estonie. Avant 1710 et la capitulation de l'Estonie et de la Livonie face aux forces russes lors de la Grande Guerre du Nord, elle porte le nom du roi de Suède Charles Gustav. Puisqu'elle menait à la route de Tallinn, elle devint alors connue sous le nom de Porte de Tallinn. Lorsque les fortifications de Pärnu ont été démolies au XIXe siècle, seule la porte de Tallinn a été préservée et elle reste la seule porte de ville du XVIIe siècle survivante dans les États baltes.